# Apicius (Zeitschrift)
Apicius ist eine Zeitschrift der Haute Cuisine. Neben der spanischen Originalausgabe erscheint sie unter anderem auch in englischer, französischer, italienischer und niederländischer Sprache. Apicius wird von Montagud Editores verlegt und erscheint zweimal jährlich. Ihr Name geht auf den römischen Gourmet und Kochbuchautor Marcus Gavius Apicius zurück.
Neben Rezepten sowie Beschreibungen neuer Methoden und Techniken enthält die Zeitschrift fachliche Porträts namhafter Spitzenköche. Zu den Autoren der Beiträge zählen unter anderem Ferran Adrià, Alex Atala, Michel Bras, Heston Blumenthal, Quique Dacosta, Luis Adúriz, Massimiliano Alajmo, Pascal Barbot und Pierre Hermé.
Die Zeitschrift erschien von 2011 bis 2012 auch als deutschsprachige Zeitschrift unter dem Titel Apicius. Ã, die kulinarische Avantgarde.